# 오창 서청주센트럴파크
오창 서청주센트럴파크는 대한민국 충청북도 청주시 청원구 오창읍에 위치하고 있다.

## 초등학교 통학구역
- 양청초등학교

## 같이 보기
- 대한민국의 마천루 목록
- 충청북도의 마천루 목록
- 청주시의 마천루 목록